# Густерин, Павел Вячеславович
Па́вел Вячесла́вович Густе́рин (род. 16 апреля 1972, Кимры, Калининская область) — российский историк, востоковед, религиовед.

## Биография

### Образование
В 1994 году окончил исторический факультет Тверского государственного университета.
В 2001 году окончил арабское отделение специального факультета Института стран Азии и Африки при МГУ им. М. В. Ломоносова.
В 2011 году окончил факультет «Международные отношения» Дипломатической академии МИД РФ.

### Востоковедная деятельность
В 2001—2003 годах — научный редактор в издательстве «Восточная литература».
В 2003—2005 годах — дипломат в составе посольства России в Йемене.
В 2006—2013 годах — научный сотрудник Центра арабских и исламских исследований Института востоковедения РАН.
С 2013 года — научный сотрудник Центра Азии и Ближнего Востока Российского института стратегических исследований.

## Избранная библиография

### Некоторые книги
- Йеменская Республика и её города. — М.: Международные отношения, 2006. — 230 с. — 1000 экз. — ISBN 5-7133-1270-4.
- Города Арабского Востока. — М.: Восток — Запад, 2007. — 352 с. — 2000 экз. — ISBN 978-5-478-00729-4.
- Первый российский востоковед Дмитрий Кантемир / First Russian Orientalist Dmitry Kantemir. — М.: Восточная книга, 2008. — 112 с. — 1000 экз. — ISBN 978-5-7873-0436-7.
- История жизни и труды молдавского господаря и российского князя Дмитрия Кантемира. — М.: Аграф, 2024. — 216 с. — ISBN 978-5-7784-0562-2.[6]

### Некоторые публикации в журналах и сборниках
- Россия — Йемен: из истории взаимоотношений // Азия и Африка сегодня. — 2005. — № 11 (580).
- Перепись населения в Йеменской Республике 2004 г. // Азия и Африка сегодня. — 2005. — № 11 (580).
- Кат в жизни Йемена // Азия и Африка сегодня. — 2005. — № 12 (581).
- На родине христианства // Азия и Африка сегодня. — 2006. — № 5 (586).
- Джераш — Помпеи Востока // Азия и Африка сегодня. — 2006. — № 10 (591).
- Йемен. Али Абдалла Салех: путь на вершину власти // Азия и Африка сегодня. — 2006. — № 12 (593).
- О некоторых проблемах отечественного страноведения // Азия и Африка сегодня. — 2007. — № 7 (600).
- Вода как фактор стабильности в странах Арабского Востока // Азия и Африка сегодня. — 2007. — № 9 (602).
- Арабский язык в современном мире (о значении арабского языка) // Восточные языки и культуры: Материалы I международной научной конференции РГГУ. — М., 2007.
- Дар аль-Хаджар — дворец на скале // Азия и Африка сегодня. — 2007. — № 11 (604).
- Памяти Карима Хакимова — дипломата и учёного // Дипломатическая служба. — 2008. — № 1.
- Тайны семейства Бхутто // Азия и Африка сегодня. — 2008. — № 5 (610).
- Е. П. Ковалевский — дипломат и востоковед // Вопросы истории. — 2008. — № 8.
- Трайбализм в Йемене // Восточные языки и культуры: Материалы II международной научной конференции РГГУ. — М., 2008.
- О востоковедной подготовке в российских вузах // Азия и Африка сегодня. — 2008. — № 11 (616).
- Архимандрит Аввакум (к истории подписания Тяньцзиньского трактата 1858 года) // Новая и новейшая история. — 2008. — № 6.
- Санайская группа сотрудничества: результаты и перспективы // Дипломатическая служба. — 2009. — № 2.
- О подготовке арабистов и исламоведов в российских вузах // Высшее образование сегодня. — 2009. — № 9.
- Политика Советского государства на мусульманском Востоке в 1917—1921 гг. // Вопросы истории. — 2010. — № 1.
- Методические рекомендации по просмотру телеканалов на арабском языке для студентов языковых специальностей // Высшее образование сегодня. — 2010. — № 5.
- Роль маронитов в арабо-европейском культурном диалоге в XVI—XVIII веках // Восточные языки и культуры: Материалы III международной научной конференции РГГУ. — М., 2010.
- Первый переводчик и первое издание Корана на русском языке // Исламоведение. — 2011. — № 1.
- Египетский музей. История создания // Мир музея. — 2011. — № 6.
- Н. А. Медников и его роль в истории арабистики // Православный Палестинский сборник. — Вып. 107. — М., 2011.
- Полпред Назир Тюрякулов // Азия и Африка сегодня. — 2011. — № 11 (652).
- Кайт-Бей — Александрийский кремль // Мир музея. — 2011. — № 11.
- У истоков советской разведки на Востоке // Азия и Африка сегодня. — 2012. — № 3 (656).
- Памяти Мирзы Фатали Ахундова (к 200-летию со дня рождения) // Литературная учёба. — 2012. — № 2. Архивировано 26 августа 2012 года.
- Об актуальных задачах российской арабистики // al-Moutawasset. — 2012 (май). — № 14.
- Грузины в Москве в XVII—XIX вв. // История. — 2012. — № 8.
- Советско-египетские отношения в 1920—1930-х годах // Вопросы истории. — 2013. — № 3.
- Дмитрий Константинович Кантемир как историк-османист // Иерусалимский вестник. — 2013. — № III—IV.
- Арабы в «Топ-500» // Азия и Африка сегодня. — 2013. — № 9 (674).
- О контактах мусульман СССР с мусульманами за рубежом в 1920-х годах // Ислам и государство в России: Сборник материалов Международной научно-практической конференции, посвящённой 225-летию Центрального духовного управления мусульман России — Оренбургского магометанского духовного собрания. — Уфа, 2013.
- Советско-арабские отношения в 1920–30-х годах // Дипломатический вестник Приднестровья. — 2013. — № 10.
- К вопросу о первенстве в переводе Корана на русский язык // Вопросы истории. — 2013. — № 12.
- Бейт аз-Зубейр. Дом, ставший музеем // Мир музея. — 2014. — № 2.
- Дипломатические представительства и консульские учреждения Российской Империи на территории современных арабских государств // Иерусалимский вестник. — 2014. — № V—VI.
- Становление Восточного факультета Военной академии РККА им. М.В. Фрунзе // Вопросы истории. — 2014. — № 7.
- Судьба «Полковника Имама» // Азия и Африка сегодня. — 2015. — № 1 (690).
- [Восточный факультет Военной академии РККА имени М. В. Фрунзе // Военно-исторический журнал. — 2015. — № 2.
- Русскоязычная коранистика досоветского периода // Вопросы истории. — 2015. — № 5.
- Илья Николаевич Березин — представитель Казанской школы востоковедения // Иерусалимский вестник. — 2015. — № VII—VIII.
- Заключение первого советско-йеменского договора // Новая и новейшая история. — 2016. — № 2.
- «Душа не может обрести покоя, пока не познает истину». Московский период жизни и научной деятельности Дмитрия Константиновича Кантемира (1673–1723) // Московский журнал. — 2022. — № 10 (382).
- Александрия Египетская // Преподавание истории в школе. — 2023. — № 8. — С. 41—47.